# Outside the Law (1920)
Outside the Law is een Amerikaanse misdaadfilm uit 1920 onder regie van Tod Browning. Destijds werd de film in Nederland uitgebracht onder de titel Buiten de wet.

## Verhaal
Madden is een crimineel kopstuk uit San Francisco. Hij en zijn dochter Molly hebben het misdaadleven afgezworen na tussenkomst van de Chinese wijsgeer Chang Lo in Chinatown. De bandiet Mike Sylva laat Molly's vader opdraaien voor moord, waardoor Molly weer terugvalt tot de misdaad. Mike wil Molly in de val lokken tijdens een juwelendiefstal, maar ze wordt getipt door haar geliefde. Terwijl ze onderduikt voor de politie, smelt haar hart langzaam voor haar liefje.

## Filmaffiches

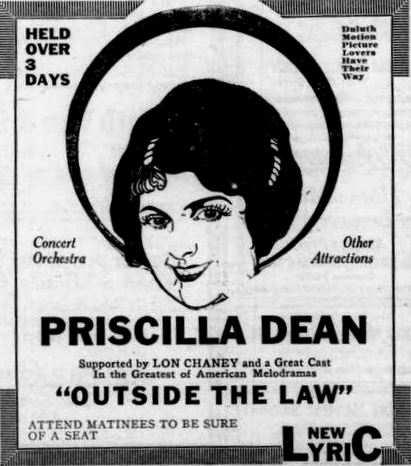
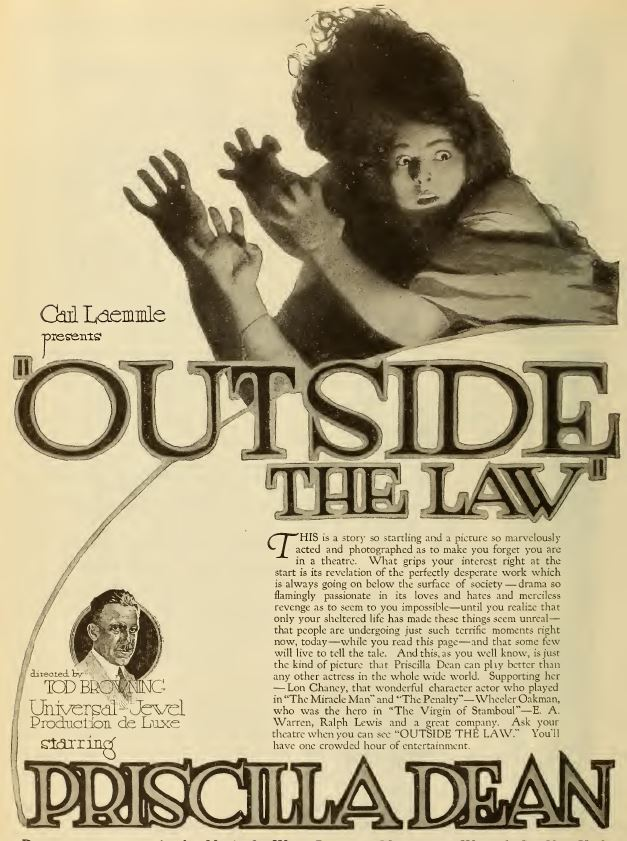
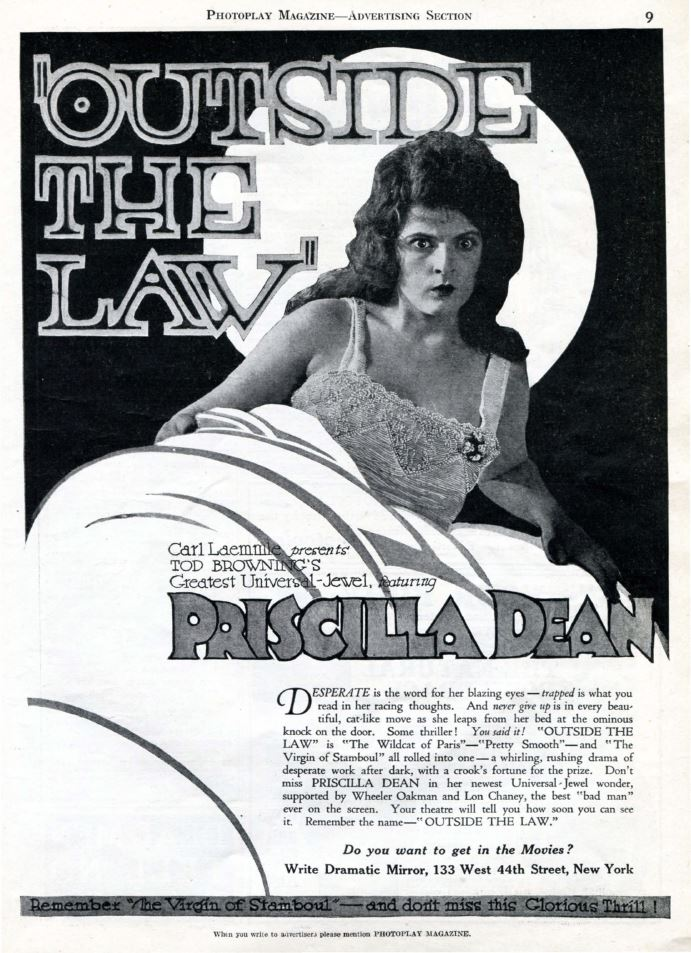
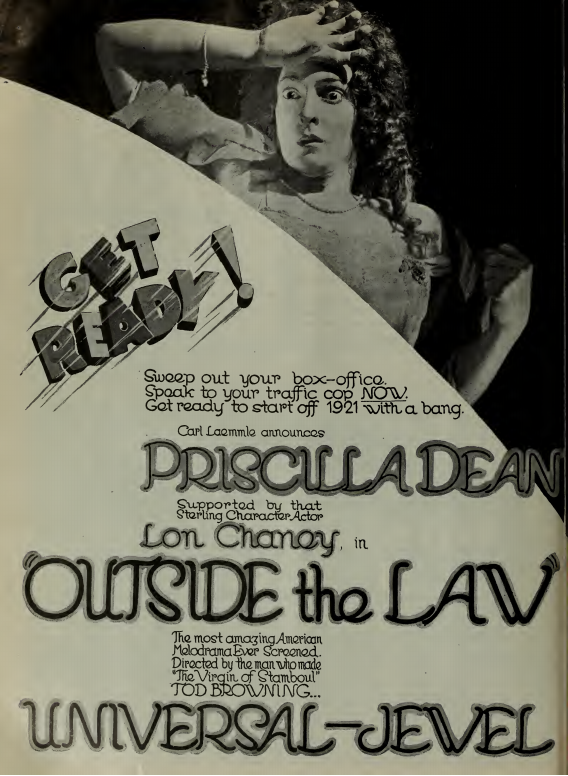
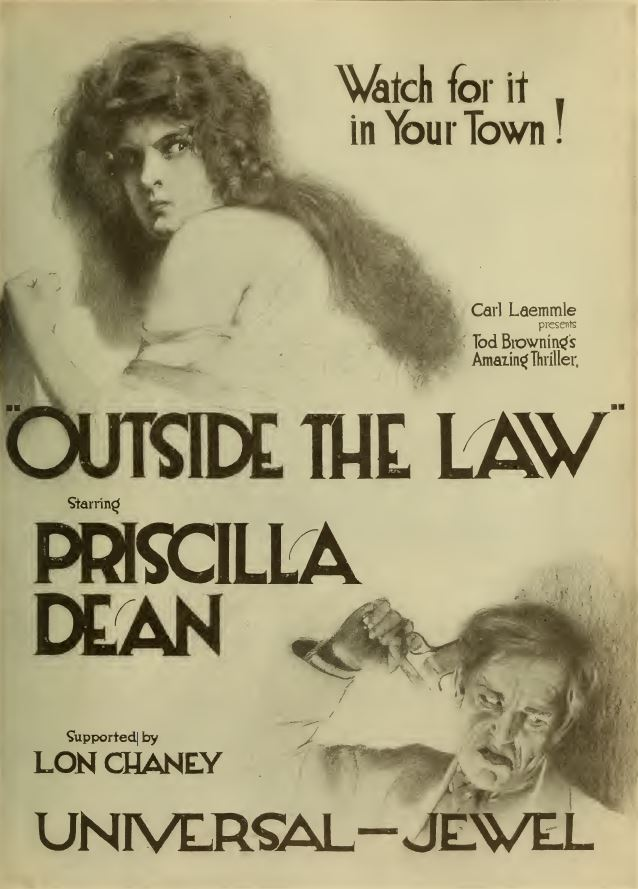
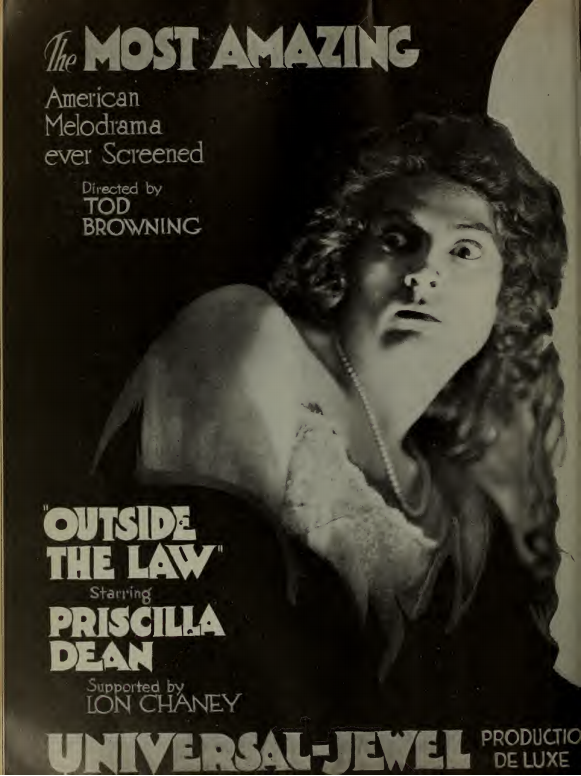
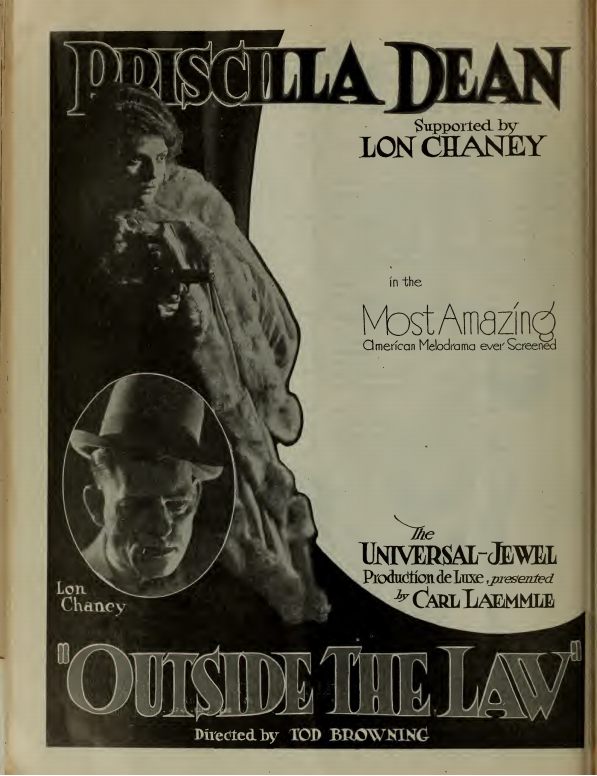
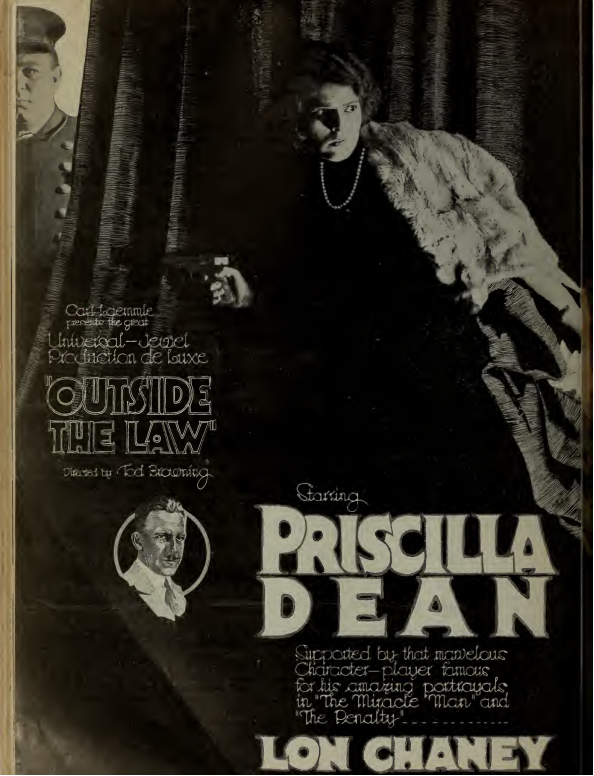

## Rolverdeling
| Acteur              | Personage      |
| ------------------- | -------------- |
| Priscilla Dean      | Molly Madden   |
| Wheeler Oakman      | Bill Ballard   |
| Lon Chaney          | Mike Sylva     |
| Ralph Lewis         | Madden         |
| E. Alyn Warren      | Chang Lo       |
| Stanley Goethals    | Jongetje       |
| Melbourne MacDowell | Morgan Spencer |